# Medeterites
 (octobre 2023).
Medeterites molestus, Thrypticus molestus
Genre
Espèce
Synonymes
- † Thrypticus molestus Meunier, 1907.

Medeterites est un genre fossile d’insectes diptères de la famille des Dolichopodidae.
Une seule espèce fossile, Medeterites molestus, l'espèce type, est connue du Priabonien de Éocène supérieur.

## Classification
Le genre Medeterites est créé en 2010 par Igor Grichanov (d),, en même temps qu'il renomme l'espèce fossile Thrypticus molestus en Medeterites molestus.
L'espèce Medeterites molestus est décrite en 1907 par le paléontologue et entomologiste belge Fernand Meunier (1868-1926) sous le protonyme Thrypticus molestus,, en même temps que trois autres espèces fossiles du même genre vivant Thrypticus Gerstacker, 1864 : †Thrypticus gulosus, †Thrypticus gestuosus, †Thrypticus sobrius.

### Fossiles
Cet insecte a été trouvé dans de l’ambre en Birmanie, en Lettonie et en Russie.

### Synonyme
- † Thrypticus molestus Meunier, 1907[4].

### Étymologie
L'épithète spécifique molestus signifie en latin « ennuyeux ».

### Citation
L'espèce est citée en 1908 par Fernand Meunier,, ainsi qu'en 1994 par l'entomologiste américain Neal Luit Evenhuis,.

### Renommage
L'espèce Thrypticus molestus est renommée en 2010 par Igor Grichanov (d) en Medeterites molestus,.

### Publications originales
- [2010] (en) Igor Grichanov (d), « A new genus of Medeterinae (Diptera: Dolichopodidae) from Baltic amber », Caucasian Entomological Bulletin, vol. 6, no 2,‎ 2010, p. 209-212 (DOI 10.23885/1814-3326-2010-6-2-209-212 , lire en ligne [PDF]).
- [1907] Fernand Meunier, « Monographie des Dolichopodidae de l’ambre de la Baltique, Part 2 », Le Naturaliste, 2e série, vol. 29,‎ 1907, p. 209-211.